# Аркадий (Таранов)
Архиепископ Аркадий (в миру Александр Борисович Таранов; 11 марта 1957, Ясеновский, Луганская область) — архиерей Русской православной церкви, архиепископ Ровеньковский и Свердловский.

## Биография
Родился 11 марта 1957 года в рабочем поселке Ясеновский Луганской области.
В 1973 году окончил среднюю школу, после чего в течение двух лет обучался в железнодорожном училище города Папасное Донецкой области.
С 1975 по 1977 годы проходил срочную службу в рядах Вооружённых Сил.
После демобилизации некоторое время работал помощником машиниста тепловоза в городе Антрацит.
С 1978 по 1982 годы обучался в Одесской духовной семинарии.
В 1981 году поступил послушником в Одесский Свято-Успенский мужской монастырь.
8 марта 1982 года наместником монастыря архимандритом Вадимом (Семяшко) пострижен в малую схиму с именем Аркадий, в честь прп. Аркадия Кипрского (память 19 марта).
22 марта 1982 года митрополитом Сергием (Петровым) рукоположён в сан иеродиакона, а 6 января 1983 года — во иеромонаха.
С 1981 по 1990 года был насельником Свято-Успенского Патриаршего Одесского монастыря. Нёс послушание помощника благочинного, заведовал просфорней.
В 1986 году митрополитом Сергием (Петровым) награждён наперсным крестом.
В 1990 году митрополитом Леонтием (Гудимовым) возведён в сан игумена, в том же году 13 ноября назначен настоятелем храма святых мучеников Адриана и Наталии города Одесса.
В 1996 году возведён в сан архимандрита. В том же году, по представлению Митрополита Одесского и Измаильского Агафангела, Синодом УПЦ назначен наместником Свято-Пантелеимоновского Одесского мужского монастыря.
В 2002 году окончил Киевскую духовную академию.
В январе 2009 года участвовал в работе Поместного собора Русской Православной Церкви (от Одесской епархии).
Нёс послушание благочинного монастырей Одесской епархии.
8 июля 2011 года участвовал в работе Собора Украинской Православной Церкви (от Одесской епархии).
20 июля 2012 года решением Священного Синода Украинской Православной Церкви архимандриту Аркадию определено быть епископом Овидиопольским, викарием Одесской епархии.
Наречён во епископа 3 августа 2012 года в храме Всех святых киевского Свято-Пантелеимонова монастыря в Феофании.
4 августа в соборном храме Свято-Пантелеимонова монастыря в Феофании хиротонисан во епископа Овидиопольского, викария Одесской епархии. Хиротонию совершили митрополит Киевский и всея Украины Владимир (Сабодан), митрополит Одесский и Измаильский Агафангел (Саввин), архиепископ Бориспольский Антоний (Паканич), архиепископ Черниговский и Новгород-Северский Амвросий (Поликопа), Житомирский и Новоград-Волынский Никодим (Горенко), Яготинский Серафим (Демьянов), архиепископ Переяслав-Хмельницкий и Вишневский Александр (Драбинко), епископ Белгород-Днестровский Алексий (Гроха), епископ Сумской и Ахтырский Евлогий (Гутченко), епископ Макаровский Иларий (Шишковский), епископ Васильковский Пантелеимон (Поворознюк), епископ Броварской Феодосий (Снигирёв).
17 августа 2021 года назначен управляющим Ровеньковской епархией.

## Санкции
25 января 2023 года, на фоне вторжения России на Украину, попал в санкционный список Украины так как Таранов «поддерживает действия и политику РФ, подрывающие и угрожающие территориальной целостности, суверенитету и независимости Украины, а также ее стабильности и безопасности». Предполагается блокировка активов, ограничение торговых операций, блокирование вывода капиталов за пределы страны и лишение государственных наград Украины.

## Награды
- Крест с украшениями (1993)
- Право служения с жезлом (2000)
- Орден святого равноапостольного великого князя Владимира 1, 2 и 3 степеней;
- Орден преподобного Нестора Летописца II степени;
- Юбилейный орден и медаль в честь 2000-летия Рождества Христова;
- Юбилейная медаль в честь 10-летия Харьковского Собора.